# 臺中市政府教育局
臺中市政府教育局（簡稱臺中市教育局），是中華民國臺中市政府所屬的一級行政機關，總局位於豐原區陽明大樓。

## 沿革
- 2010年12月25日，臺中縣市合併升格為直轄市，臺中縣政府教育處與臺中市政府教育處業務合併改制為「臺中市政府教育局」，局本部設於陽明大樓4樓。
- 2017年1月，教育部所屬之台中市境內17所國立高級中等學校（不包含國立中興大學附屬之兩所學校與國科會管轄的國立中科實中）改隸為市立。[1]4月，為迎接由臺中市主辦的2019年東亞青年運動會，所屬機關臺中市體育處升格為臺中市政府運動局。

## 歷任首長
教育局局長
| 任別 | 姓名   | 就職時間       | 卸任時間       |
| ---- | ------ | -------------- | -------------- |
| 1    | 賴清標 | 2010年12月25日 | 2012年8月28日  |
| 2    | 吳榕峯 | 2012年8月28日  | 2014年12月25日 |
| 3    | 顏慶祥 | 2014年12月25日 | 2016年2月23日  |
| 4    | 彭富源 | 2016年2月23日  | 2018年12月25日 |
| 5    | 楊振昇 | 2018年12月25日 | 2022年12月25日 |
| 6    | 蔣偉民 | 2022年12月25日 |                |

## 組織架構

### 局本部
- 局長（1人，比照簡任第十三職等）
  - 副局長（2人，簡任第十一職等）
  - 主任秘書（1人，簡任第十職等）
  - 專門委員（2人，簡任第十職等）
    - 科長（9人，薦任第九職等）
    - 主任（1人，薦任第九職等）
    - 秘書（1人，薦任第八職等至第九職等）
    - 督學（10人，薦任第八職等至第九職等）
    - 技正（1人，薦任第八職等至第九職等）
    - 專員（6人，薦任第八職等至第九職等）
    - 股長（19人，薦任第八職等）
    - 管理師（1人，委任第五職等或薦任第六職等至第七職等）
    - 科員（50人，委任第五職等或薦任第六職等至第七職等）
    - 技士（5人，委任第五職等或薦任第六職等至第七職等）
    - 營養師（1人，師(三)級）
      - 技佐（1人，委任第四職等至第五職等）
      - 助理員（9人，委任第四職等至第五職等）（內1人得列薦任第六職等）
      - 助理管理師（1人，委任第四職等至第五職等）
      - 辦事員（8人，委任第三職等至第五職等）
      - 書記（3人，委任第一職等至第三職等）

#### 學生事務室
- 主任（1人，薦任第九職等或上校）
  - 督學（1人，薦任第八職等至第九職等或中校、上校）
  - 股長（2人，薦任第八職等）
  - 科員（4人，委任第五職等或薦任第六職等至第七職等或中尉、上尉或少校）
    - 助理員（1人，委任第四職等至第五職等）

### 內部單位
- 高中職教育科
- 國中教育科
- 國小教育科
- 幼兒教育科
- 終身教育科
- 特殊教育科
- 體育保健科
- 工程營繕科
- 督學室
- 祕書室
- 學生事務室
- 人事室
- 會計室
- 政風室
- 資訊教育暨網路中心（任務編組）

### 二級機關
- 臺中市家庭教育中心

### 所屬組織
- 臺中市教師研習中心

## 市立教育機構
普通型高級中等學校
- 臺中市立臺中第一高級中等學校
- 臺中市立臺中第二高級中等學校
- 臺中市立臺中女子高級中等學校
- 臺中市立文華高級中等學校
- 臺中市立豐原高級中等學校
- 臺中市立清水高級中等學校
- 臺中市立惠文高級中學
- 臺中市立東山高級中學
- 臺中市立西苑高級中學
- 臺中市立忠明高級中學
- 臺中市立長億高級中學
- 臺中市立大里高級中學
- 臺中市立后綜高級中學
- 臺中市立中港高級中學
- 臺中市立龍津高級中等學校

技術型高級中等學校
- 臺中市立臺中工業高級中等學校
- 臺中市立臺中家事商業高級中等學校
- 臺中市立豐原商業高級中等學校
- 臺中市立霧峰農業工業高級中等學校
- 臺中市立沙鹿工業高級中等學校
- 臺中市立大甲工業高級中等學校
- 臺中市立東勢工業高級中等學校
- 臺中市立神岡國民中學（2020年8月將改制為神岡高工）

綜合型高級中等學校
- 臺中市立大甲高級中等學校
- 臺中市立新社高級中學

國民中學
- 市立國民中學列表 （页面存档备份，存于）

國民中小學
- 臺中市立梨山國民中小學
- 臺中市立光復國民中小學

國民小學
- 市立國民小學列表 （页面存档备份，存于）

幼兒園
- 市立幼兒園列表 （页面存档备份，存于）

特殊學校
- 臺中市立臺中特殊教育學校
- 臺中市立啟聰學校
- 臺中市立啟明學校

## 外部連結
- 臺中市政府教育局 （页面存档备份，存于）（繁體中文）（英文）